# 天下御免 (ゲーム)
『天下御免』（てんかごめん）は、アートディンクが1994年4月にパーソナルコンピュータ向けに発売したシミュレーションゲーム。1999年12月にはWindows 95に移植されている。元禄時代に生きる商人の人生をシミュレートするという、それまでにない斬新で挑戦的なジャンルであったことなどから、一定のファンを獲得したもののシリーズ化には至らず、同様のジャンルの作品が開発されることもなかった。2007年4月1日よりプロジェクトEGGにて配信されている。

## 概要
プレイヤーは10種ある問屋（染物問屋、材木問屋など）から1つを選ぶ。ライバルの問屋と競争し、御店（おたな）を大きくし、シェアを可能な限り独占することが目標だが、特に設定されたゴールはない。スタート時に20代の主人公が死去するとゲームは終了となる。舞台は元禄時代の江戸。自分の御店以外には港（船頭に商品買い付けの指示を出せる）、お寺（富くじの購入や突発的なイベントなどが起こる）などごく限られた場所にしか移動できない。プレイヤーはその限られた場所で商売をし、当時の世相、文化を反映したイベントをこなすことになる。たとえば、幕府の役人に賄賂を届けて便宜を図ってもらったり、盗賊に備えたり、ライバルを暗殺したりするため用心棒を雇う（用心棒として赤穂事件に拘わる事になる堀部安兵衛を雇うと、討入り前に去るイベントがある）、問屋仲間との会合、定期的にやってくる岡っ引きに袖の下を渡す、抜け荷（密貿易）で西洋のものを仕入れて大儲けする、遊郭に通って遊女と親しくなる、親しくなった遊女を妾として囲ったり妻にしたりする、などである。犯罪が露見すると遠島になったり、処刑されたりする。死に際に一言周囲の言葉を聞くことができる（行動によっては「妾の出る幕じゃない」など、つまらないセリフで送られることになる）。

## システム
商売人の人生をシミュレートするゲームなのだが、この手のゲームには珍しく主人公として商売に干渉できる範囲が非常に限られているという特異なシステムになっている。上記のように主人公は基本的に江戸から動けず、商品の仕入れにしても雇った船頭にお金を渡し、仕入先を指定した後は全くなにもできない。船頭が仕入れ金の一部をちょろまかす可能性すらあるが、仕入れ価格が分からない以上それを突き止めるのは難しい。そのように船頭は非常に重要な存在なのだが、パラメーターが不可視のゲームであるため世話人の推薦人物を信用するか自分で適当に選ぶしかない。商売の方にしても店員を雇った後は基本的に出荷調整を行うか行わないか、何日働くかを指定できるだけで商品の売り方や値段などに干渉する事はできない。
結局プレイヤーにできるのは雇う人間（世話人、丁稚、手代、用心棒）の吟味や人事程度で、幕府や藩の要人に袖の下を渡して自分の船が寄港できるようにして貰ったり、出世しそうな人物と懇意にしておいて将来に備えたり、寄港を許してもらった藩の要人（家老）に定期的に会いに行ったり、幕府の要人を口説いて天領への寄港を許してもらったり、犯罪発覚時に備えて町方の奉行と懇意にしておいたりなどと商売より人間付き合いがメインになる事が多い。特に近くて便利な場所に自分の扱う商品を産出する寄港地を確保するのは重要であり、またその藩に投資すると商品の生産力が上がったりする。
このゲームではそれらの裏の顔とは別に「町人の人気」と言うものが重要であり、町人から好かれるのには基本的に大盤振る舞いをして気前の良い所を見せ付けるのが肝要となる。散歩中に金に困っている娘を見つけたら金を渡し、橋から飛び降りようとしている若い男がいれば事情を聞き（そして最終的には金を渡し）、吉原に行けば全員の分の金を出し、知り合いが病気になれば見舞金を大盤振る舞いして完治したらまた祝い金を大盤振る舞いする、船や蔵の完成祝いを盛大に出す、商人の組合で決まった出荷調整は無視し、等と紀伊國屋文左衛門的な行為が人気を博すようだ。
システム的には自由度が高いが故に逆に人を選ぶゲームとなってしまっている。ただし、その様な些事が面倒くさい場合は雇った手代の一人を大番頭に任命して実務をほぼ全て丸投げしてしまう事もできる。ただしその大番頭が有能だとは限らないため（他の人物と同じく、パラメーターが不可視なため判断のしようがない）、任せていて経営が安心かと言うとそうは限らない。また、何らかの理由で主人公が遠島になってしまった場合などはその期間中大番頭が全ての職務を代行する事となる。